# Clot de la Dona Morta

El Clot de la Dona Morta, respecte del terme d'Abella de la Conca

El Clot de la Dona Morta és un clot, una petita vall tancada, a cavall dels termes municipals d'Abella de la Conca i de Conca de Dalt, a l'antic terme d'Hortoneda de la Conca, a la comarca del Pallars Jussà. Majoritàriament és dins del segon d'aquests dos termes.
Està situat a l'extrem nord-est del terme municipal, al sud-oest del Cap de Boumort.

## Etimologia
Es tracta d'un topònim romànic modern, que combina una part descriptiva (clot) amb una part relligada a una llegenda popular, que associa el lloc amb una dona trobada morta en el lloc en temps pretèrits.